# جورج فينيغان
جورج فينيغان (بالإنجليزية: George Finnegan)‏ (سبتمبر 1881 – 28 فبراير 1913) هو ملاكم أمريكي راحل، مثّل بلاده في الألعاب الأولمبية الصيفية 1904.

## روابط خارجية
جورج فينيغان على موقع اللجنة الأولمبية الدولية (الإنجليزية)
- جورج فينيغان على موقع أوليمبيديا (الإنجليزية)